# 魔境歷險記
《魔境歷險記》是漫畫諸葛四郎系列裡的一部作品。

## 劇情簡介
平定南蠻國恐龍怪物的四郎一行人暫居於南蠻國生活，某日南蠻國公主與沈少玉正彼此互換衣裳作為紀念時，突然在王宮的空中上出現巨鳥攻擊她們。
之後從巨鳥上跳下來的異國兵士、誤將穿著公主服裝的沈少玉看成南蠻國公主而將她綁走。
而四郎事後得知是先前想將南蠻國公主做為國內太子妃的火魯國所幹下的勾當，便前去離南蠻國將近三千里遠的火魯國要將沈少玉救回，但路途中的南蠻魔境卻充滿著各種危險的巨大怪獸‧‧‧。

## 故事中的南蠻魔境國家
南蠻國
前回故事「南國怪獸記」裡受四郎幫助、除去境內恐龍怪獸的國家。
該國君主南蠻王因受四郎之恩而授命旗下的部屬「拉將軍」；陪同四郎一行人前往火魯國拯救沈少玉。
火魯國
距離南蠻國約三千里的國家，該國境內存有著巨鳥怪物，被訓練作為該國的軍事武力。
因國內的大太子迷戀南蠻國公主的姿色、欲向南蠻國公主提親作為妻子，但被南蠻國王所拒，事後火魯國便駕馭著巨鳥來強行奪取公主，但誤抓了與公主互相換裝的沈少玉。
之後大太子便索性將就想娶沈少玉為妻，但被個性仁厚的火魯國元老阻止勸說。
加達國
加達國的老國王遭受到國內奸臣的背叛攻擊，之後巧遇前來魔境的四郎援助而剷除國內判賊。
事後加達國國王也請求四郎一併將橫行國內的三角猛牛怪獸給除去。
百達國
與火魯國為世仇的國家，該國國王一直幫助著從火魯國逃亡的沈少玉。
麻達國
被一頭恐龍妖怪擾亂的國家，事後被恰巧路經的四郎用計謀所除掉。
百獅國
被河中雙頭巨蛇水怪所擾亂的國家，事後被四郎與真平倆人解決。
木澤國
被鄰國黑鹿國所攻打的小國家，被四郎幫忙而收復國土。
黑鹿國
逢受乾旱及巨頭猩猩怪物攻擊的國家，因糧食欠收而不得已攻打隔壁小國木澤國。